# Brian Saunders
Brian Saunders és un enginyer de so britànic. Va començar la seva carrera a finals dels anys 70 a la televisió britànica. El 1989 fou nominat a l'Oscar al millor so pel seu treball a la pel·lícula Goril·les en la boira juntament amb Andy Nelson i Peter Handford. Durant anys va estar enfocat a la televisió i el 1992 va guanyar un dels Premis BAFTA al millor so en programa de televisió per la sèrie Inspector Morse juntament amb Tony Dawe, Nigel Galt i Paul Conway, alhora que era nominat per Prime suspect. També va treballar a Espanya, on el 1996 va ser nominat al Goya al millor so pel seu treball a Boca a boca.

## Filmografia
- 1988: Goril·les en la boira
- 1988: L'hotel dels fantasmes
- 1988: Dilluns tempestuós
- 1989: My Left Foot
- 1990: Hardware
- 1994: Shallow Grave
- 1994: Fatherand
- 1996: Trainspotting
- 2011: Captain America: The First Avenger
- 2016: Doctor Strange
- 2017: Thor: Ragnarok